# Gospođince
Gospođince (en serbocroata: Gospođince / Госпођинце; en albanés: Depcë) es un pueblo en el municipio de Preševo del distrito de Pčinja de Serbia. Gospođince es parte de la zona de Serbia de mayoría albanesa en torno al valle de Preševo.   

## Historia
En septiembre de 2011, la asamblea de diputados albaneses de Preševo, Bujanovac y Medveđa instó a los albaneses de Serbia a boicotear el censo previsto para octubre de ese año.

## Demografía
La evolución demográfica de Gospođince entre 1948 y 2011 fue la siguiente:
| 164                                                 | 132 | 113 | 109 | 54 | 51 | 41 |
| (Fuente: Population of Serbia since Yugoslav times) |     |     |     |    |    |    |

Según el censo de 2002, los albaneses representaban el 100% de la población (41 personas).En el censo yugoslavo de 1961, los albaneses eran el 100% de la población local.